# Liste de choses nommées d'après J. R. R. Tolkien et son œuvre
Cet article dresse une liste des objets, lieux ou d'autres choses nommées d'après l'auteur britannique J. R. R. Tolkien (1892-1973) et son œuvre concernant la Terre du Milieu, connue comme le « légendaire de Tolkien » (en anglais : legendarium).

## Astronomie

### Petits corps et leurs satellites
- (2675) Tolkien, astéroïde de la ceinture principale découvert en 1982 par Martin Watt.
- (2991) Bilbo, astéroïde de la ceinture principale découvert en 1982 par Martin Watt.
- (174567) Varda, objet transneptunien découvert en 2003 par Jeffrey A. Larsen.
  - Ilmarë, lune de Varda découverte en 2009.
- (378214) Sauron, astéroïde de la ceinture principale découvert en 2007 par Rainer Kling et Erwin Schwab.
- (385446) Manwë, objet transneptunien découvert en 2003 par Marc William Buie.
  - Thorondor, lune de Manwë découverte en 2006.

### Géographie planétaire
- Balrog, macula (région sombre) de Pluton. Le nom n'est pas officiel.
- Morgoth (en), macula de Pluton. Le nom n'est pas officiel.
- Mordor, macula de Charon. Le nom n'est pas officiel.

L'Union astronomique internationale (UAI) a décidé que les collines et montagnes de Titan, la principale lune de Saturne, devaient prendre le nom de lieux et personnages de la Terre du Milieu :
- les collines Arwen (en).
- les collines Bilbo (en).
- les collines Faramir.
- le mont Destin.
- le mont Erebor (en).
- les monts Irensaga (en).
- les monts Mindolluin (en).

### Autres
- La galaxie NGC 4151, découverte en 1787, est parfois surnommée « l'Œil de Sauron ».

## Entreprises
- Iron Crown Enterprise.
- Middle-earth Enterprises.
- Palantir Technologies.
- Silmarils.
- Le Tolkien Estate.

## Musique
- Amon Amarth, groupe de death metal mélodique suédois.
- Balrog, groupe de black metal français.
- Burzum, groupe de black metal norvégien.
- Carach Angren, groupe de black metal symphonique néerlandais.
- Gandalf, groupe de death metal mélodique finlandais.
- Gorgoroth, groupe de black metal norvégien.
- Isengard, groupe de black metal norvégien.
- Isengard, groupe de power metal suédois.
- Ithilien, groupe de folk metal belge.
- Menegroth, groupe de black metal suisse.
- Minas Morgul, groupe de black metal allemand.
- Mor Dagor, groupe de death metal allemand.
- Morgoth, groupe de death metal allemand.

## Navire
- Les goélettes néerlandaises JR Tolkien et Loth Lorien.

## Taxonomie
- Abacophrastus hobbit, un coléoptère de la famille des Carabidae.
- Aletodon mellon, un ongulé fossile de la famille des Hyopsodontidae.
- Ankalagon saurognathus, un mammifère fossile de l'ordre des Mesonychia.
- Beorn leggi, une espèce fossile de tardigrades.
- Breviceps bagginsi, un amphibien de la famille des Brevicipitidae.
- Gollum, un genre de requins de la famille des Pseudotriakidae.
- Ingerophrynus gollum, un amphibien de la famille des Bufonidae.
- Ochyrocera laracna, une araignée de la famille des Ochyroceratidae.
- Ochyrocera ungoliant, une araignée de la famille des Ochyroceratidae.
- Sauron, un genre d'araignées de la famille des Linyphiidae.
- Sauroniops, un genre fossile de dinosaures de la famille des Carcharodontosauridae.
- Smaug, un genre de sauriens de la famille des Cordylidae.